# بوبي فينش
بوبي فينش (بالإنجليزية: Bobby Finch)‏ (24 أغسطس 1948 بإنجلترا في المملكة المتحدة - 18 سبتمبر 1978 في المملكة المتحدة) هو لاعب كرة قدم بريطاني في مركز الظهير. لعب مع كوينز بارك رينجرز ونادي مدينة كيب تاون ‏.

## وصلات خارجية
- بوبي فينش على موقع قاعدة بيانات كرة القدم.إي يو (الإنجليزية)